# Закхей
Закхе́й (греч. Ζακχαῖος, др.-евр. זכי‬ — достойный, чистый) — начальник мытарей (сборщик налогов), богатый человек, удостоившийся особого внимания от Иисуса Христа (Лк. 19:1—10). Православная церковь почитает Закхея в лике святых, память совершается 20 апреля (по юлианскому календарю). В честь Закхея названа Неделя о Закхее — последнее воскресенье перед подготовкой к Великому посту в Православных церквях.

## Упоминание в Библии
История, связанная с Закхеем упоминается только в Евангелии от Луки. Согласно Библии, Закхей — богатый человек, начальник мытарей, обладал небольшим ростом, жил в Иерихоне. Когда Иисус Христос проходил через город, где жил Закхей, то последний, желая хоть издали увидеть Мессию, влез на смоковницу. Там его заметил Христос, и сказал:

Закхей! сойди скорее, ибо сегодня надобно Мне быть у тебя в доме
— Лк. 19:5
 Закхей поспешно сошёл и принял Иисуса с радостью. Глубоко тронутый Закхей дал обещание вчетверо воздать всем, кого только он когда-нибудь обидел при сборе пошлин и податей. В доме Закхея Христос ввиду народного ропота сказал знаменательные слова:

Ныне пришло спасение дому сему, потому что и он сын Авраама, ибо Сын Человеческий пришел взыскать и спасти погибшее
— Лк. 19:9, 10
По церковному преданию, Закхей впоследствии стал первым епископом христианской церкви в Кесарии Палестинской.
На месте, где по преданию находился дом Закхея, в настоящее время расположено Подворье Иоанна Предтечи в Иерихоне Русской духовной миссии в Иерусалиме Русской православной церкви.

## Христианское толкование
В святоотеческой литературе толкование истории Закхея ведётся двумя основными путями. Первый — буквалистское толкование, второй — аллегорическое или нравственное по  мнению Феофилакта Болгарского. При буквалистском толковании более подробно разбирается жизнь Закхея, его действия, к примеру, разбирается вопрос — почему Закхей обещал воздать тем, кого обидел именно вчетверо? Согласно закону Моисееву, так должен поступать человек совершивший воровство (Исх. 22:1), а Закхей, вероятно, при сборе налогов брал с людей больше, чем должен был. Аллегорическое толкование истории о Закхее — своеобразная попытка приблизить историю о Закхее к жизни современного христианина. Например:
- Закхей был богат — так же как и все люди богаты грехами;
- толпа народа — это суетные заботы, наши грехи, страсти, мечты, прежние привычки;
- Закхей ростом был мал — это значит то, что хотя человек и называет себя христианином, но всё же он духовный карлик, и поэтому не может видеть Христа, будучи подавлен своими грехами;
- Подняться на дерево — значит начать молиться;
- После слов Христа Закхей спустился с дерева — это означает покаяние;
- Дом — это сердце; двери, которые могут быть открыты для Господа, — двери покаяния[6][7]

Святитель Григорий Богослов призывает: «Будь Закхеем, который вчера был мытарем, а сегодня стал щедрым; всё принеси в дар Христову Пришествию, чтобы и тебе оказаться великим, хорошо увидеть Христа, хотя ты мал ростом».
В «Толковой Библии преемников А. П. Лопухина» примечателен акцент, сделанный на том эпизоде, где Иисус Христос обращается к Закхею по имени. В Толковой Библии написано, что неизвестно, знал ли Иисус Христос Закхея ранее, и что, возможно, Христос услышал имя мытаря из толпы, удивившейся необычному положению Закхея на дереве.

## Смоковница Закхея
Считается, что та самая смоковница, на которую залез Закхей, сохранилась до наших дней. Знаменитое дерево находится в центральной части Иерихона. «Смоковница Закхея» представляет собой сикомору, имеет высоту 15 метров при диаметре кроны в 25 метров и окружности ствола (на высоте 130 см) в 5,5 метра. На высоте 4 метров единственный ствол с четырьмя контрфорсами разделяется на несколько стволов. Единственный ствол имеет внутри открытое конусовидное дупло естественного происхождения, свидетельствующее о начале разделения единственного ствола на несколько самостоятельных стволов, что свойственно представителям рода фикус. Отмечается массовое отмирание скелетных и обрастающих веток. Наличие дупла и характерное оплывание наружных слоёв древесины ствола в его нижней части свидетельствует о древности данного дерева.
Участок земли с «деревом Закхея» площадью 1,1 га был приобретен в 1886 году иеромонахом Иоасафом (Плехановым) на деньги русской благотворительницы Елены Резниченко. Однако позднее у отца Иоасафа испортились отношения с Иерусалимским патриархом, и он был вынужден срочно покинуть Палестину. Перед отъездом он подарил участок Императорскому православному палестинскому обществу. Участок был оформлен на председателя ИППО великого князя Сергея Александровича. На участке остался разведённый отцом Иоасафом апельсиновый сад и несколько построенных им глинобитных зданий. Однако до конца этот участок не был освоен и постепенно пришёл в запустение. После 1917 года внимания к этому, как и к другим объектам российской недвижимости в Палестине, практически не было. В 1995 году глава ПНА Ясир Арафат своим указом передал участок в собственность правительства России. 18 января 2011 года был открыт новый музейно-парковый комплекс в Иерихоне на участке, принадлежащем Российской Федерации.
Под патронажем Императорского православного палестинского общества проводятся специальные агромероприятия по улучшению состояния Смоковницы, а также поиск её достойной молодой преемницы. Возможная преемница — молодое дерево, которое расположено в центре музейно-паркового комплекса и имеет возраст около 500 лет. С целью установления родственных связей между Смоковницей Закхея и молодой смоковницей группой исследователей (академик РАН Куликов И. М., член-корреспондент РАН Упадышев М. Т. и [др]) был проведён молекулярный анализ, который показал, что с достаточно высокой долей вероятности смоковницу Закхея и молодую смоковницу можно признать идентичными.
По греческому преданию, дерево Закхея находится на территории греческого православного монастыря пророка Елисея в Иерихине, примыкающего к русскому участку. Дерево, от которого остались элементы ствола и ветвей, расположено в отдельном помещении за стеклом.

## Упоминание истории о Закхее в современности
История о Закхее фигурировала в эпизоде с фреской «Входа Господня в Иерусалим» в Иоанно-Богословском кафедральном соборе города Рудного. На фреске среди людей, встречающих Иисуса можно было обнаружить человека, похожего на Сергея Кулагина. Отец Иоанн, протоиерей рудненского собора, пояснил, что Кулагина на фреске можно сравнить с Закхеем, видимо имея в виду глубочайшее смирение Закхея.
Протодиакон Андрей Кураев заметил, что параллель между Закхеем и Сергеем Кулагиным весьма смелая, так как, если сопоставить Закхея с Кулагиным, то придётся последнего обвинить в воровстве (Закхей обещал воздать тем, кого обидел вчетверо, а вчетверо, согласно закону Моисееву (Исх. 22:1), воздают именно те, кто совершил воровство).